# Escándalo Kings Bay

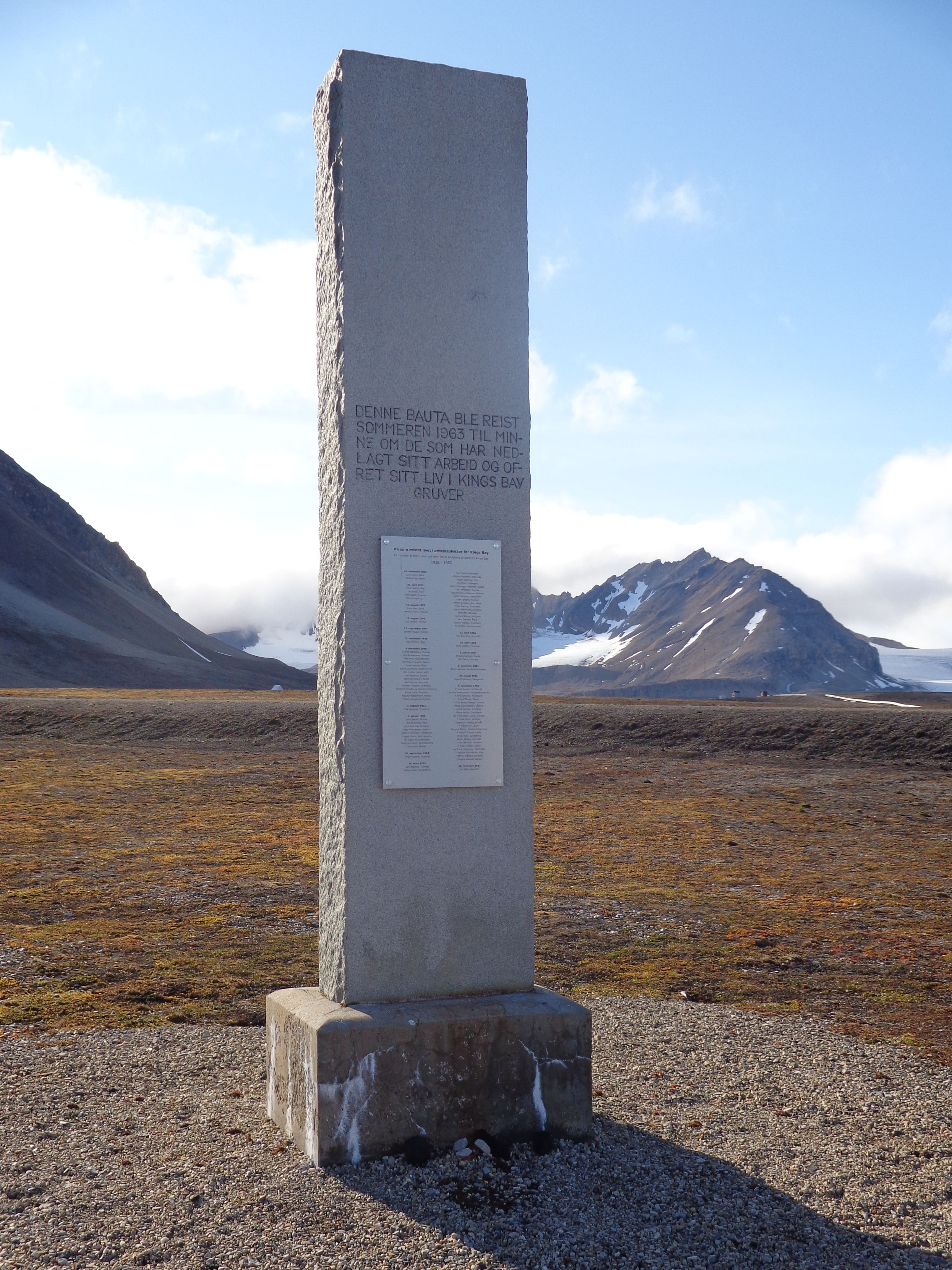
Monumento a las víctimas de la mina de Kings Bay, en Svalbard, Ny-Ålesund.

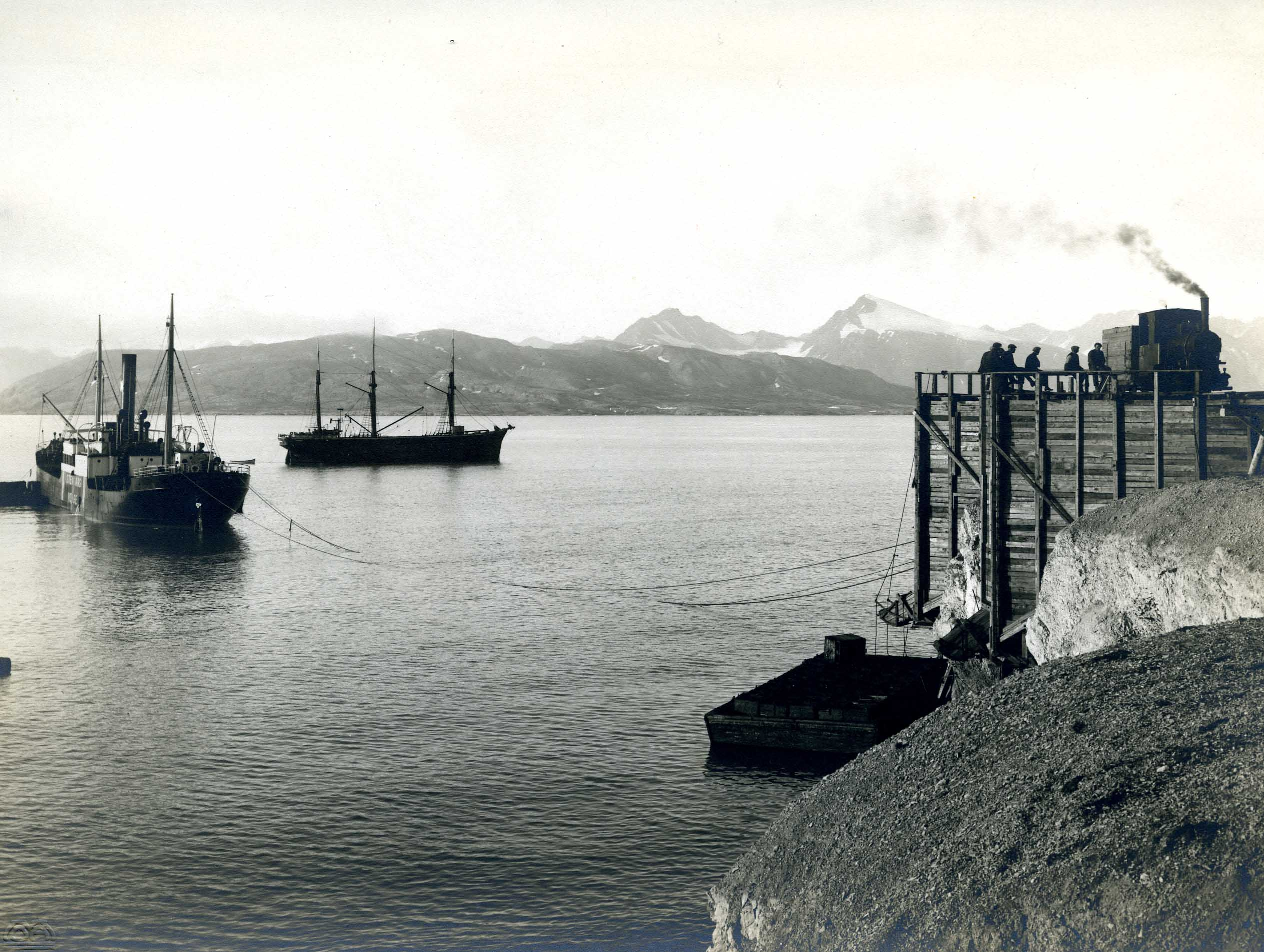
Cargamento de carbón para la Kings Bay Kull Compani

El escándalo Kings Bay (en noruego, Kings Bay-saken) tuvo su origen en un accidente mortal en el otoño de 1962 en una mina de carbón en Svalbard. El informe sobre este accidente, que se hizo público en el verano de 1963, provocó una crisis gubernamental en Noruega. La crisis se terminó con la dimisión del gobierno laborista de Einar Gerhardsen, dejando el gobierno en manos de un primer ministro derechista, el primero desde la guerra, dirigido por John Lyng.

## Historia
El accidente costó la vida a 21 personas. Tuvo lugar el 5 de noviembre de 1962 en la mina «Esther I», en el Kongsfjorden (en inglés Kings Bay). Las causas del accidente son aún desconocidas pero se cree que está ligado al mal estado de la mina y a una muy fuerte concentración en metano.